# Грузинский, Иоанн Григорьевич

Русский герб Светлейших Князей Грузинских

Его́ Ца́рское Высо́чество Царе́вич Иоанн Григорьевич Грузинский (Багратион-Грузинский) (груз.  იოანე გრიგოლის ძე გრუზინსკი (ბაგრატიონ-გრუზინსკი)) (24 июня 1826 — 15 сентября 1880, Санкт-Петербург) — глава Дома Багратионов (в 1830—1880 гг.), прямой потомок по мужской линии последнего грузинского царя Георгия XII.

## Биография
Из семьи Багратионов. Сын царевича Григория Иоанновича (1789—1830) и его супруги Варвары Фёдоровны, урождённой Букринской (1810—1876). С 6 мая 1833 года носил титул князя (с 20 июня 1865 года светлейшего князя) Грузинского. 10.08.1845 года из камер-пажей произведён в корнеты Кавалергардского Её Величества полка, в 1848 году был уволен от службы поручиком. «Прославился как собиратель памятников грузинской письменности, изделий художественной чеканки и исторических реликвий. Находясь за границей, близко сошёлся с А. И. Герценом; по некоторым сведениям, являлся автором двух опубликованных в „Колоколе“ анонимных статей: „Из Тифлиса“ и „Из Грузии“ (1865); полагают также, что он материально поддерживал это издание. В 1880 передал все рукописи отца Петербургской Публичной библиотеке». С 1830 года после смерти отца и до конца жизни являлся старшим в мужском потомстве последнего царя Грузии Георгия XII, частью грузинских монархистов считался главой царского дома и претендентом на престол.

## Семья
С 15 сентября 1850 года был женат на Екатерине Павловне, урождённой графине Пален (род. 1820-е гг. ум. ?), дочери генерала от кавалерии Павла Петровича Палена. Потомства не имел.